# Actinopus trinotatus
Espèce
Actinopus trinotatus est une espèce d'araignées mygalomorphes de la famille des Actinopodidae.

## Distribution
Cette espèce est endémique de Santa Catarina au Brésil,.

## Description
La femelle holotype mesure 20 mm.
La femelle décrite par Miglio, Pérez-Miles et Bonaldo en 2020 mesure 15,86 mm.
Le mâle décrit par Sherwood, Ríos-Tamayo, Pett et Hinchcliffe en 2023 mesure 12,2 mm.

## Systématique et taxinomie
Cette espèce a été décrite par Mello-Leitão en 1938.

## Publication originale
- Mello-Leitão, 1938 : « Um genero e sete especies novas de aranhas. » Memórias do Instituto Butantan, vol. 11, p. 311-317.